# Glósz Miksa
Glósz Miksa (Szepestamásfalva, 1845. október 12. – Nagyszeben, 1906. november 27.)
tanár, tankönyvíró és tudós könyvtáros, bibliográfus. A Csíksomlyói Római Katolikus Gimnázium  tanáraként és tanári könyvtárának őreként végzett tevékenysége figyelemre méltó  a magyar könyvtártörténet és nyomdatörténet számára.

## Élete
A szlovákiai Szepestamásfalván született. Középiskolai tanulmányait Lőcsén, Nagyváradon, Besztercebányán végezte, ahol 1866-ban érettségizett. Budapesten jogot, majd bölcsészeti tanulmányokat hallgatott.
1874-ben Nagyszebenben tanított,  1875-től 1899-ig, huszonöt éven át  a Csíksomlyói Római Katolikus Gimnáziumban, a classica filológia tanáraként, latin és görög nyelvet tanított.
1899-ben ötvenhat éves korában ideiglenesen, majd 1901-től véglegesen nyugdíjba vonult, valószínűleg betegség miatt.
Tanári tevékenysége mellett a csíksomlyói gimnáziumban könyvtárosként is jelentős tevékenységet végzett.
Csíksomlyóra helyezésétől kezdve érdekelték a csíksomlyói Ferenc-rendi kolostorban működő, 1675-ben  Kájoni János által alapított nyomdában nyomtatott könyvek, valamint a szerzetesek régi  könyvtárának története. A ferences nyomda és könyvtár történetének kutatása szempontjából figyelemre méltó Glósz tevékenysége.
1884-ben Csíksomlyón adta ki  egyik jelentős munkáját, A csíksomlyói szent-ferenczrendi szerzetesek nyomdájában az 1662-1884-ik évben megjelent könyvek és nyomtatványok teljes czímtárát.  A  kiadvány a nyomda történetével foglalkozó kutatások egyik jelentős forrása (a címben az 1662-es évszám elírás, a nyomda alapítási éve 1675).
Összeállította és 1885-ben kiadta A csíksomlyói szent ferencz-rendi szerzetesek könyvtárában található régi magyar könyvek jegyzékét. 
Imets Fülöp Jákó, aki 1870-től került a csíksomlyói gimnázium élére igazgatóként, az iskola korszerűsítésére törekedett,  1884-ben  bízta meg Glósz Miksát a tanári könyvtár irányításával.
Glósz a kor követelményeinek megfelelően újrarendezte a könyvtárat és elkészítette cédulakatalógusát. Erről a munkájáról adta ki A csíksomlyói rom. kath. főgimnasium  tanári könyvtárnak vázlatos története című dolgozatát, amely  az 1886-ban és 1888-ban kiadott gimnáziumi értesítőkben jelent meg két részben. Munkái jelentős könyvtártörténeti forrásmunkák.
Kisebb írásait, cikkeit, elbeszéléseit, fordításait közölte a Székelyföld és a Csíki Lapok. 
Írói álneve: Hernádvölgyi.
Önálló munkái közül említésre méltó szlovák nyelvtana, amely  német nyelven két kiadásban is megjelent (1870, 1887), majd magyarul is 1888-ban Gyakorlati tót nyelvtan címmel.
Széleskörű közéleti tevékenységet végzett különböző társulatok, közművelődési célú egyesületek tagjaként. 
1906. november 27-én hunyt el, a csíksomlyói gimnázium 1906-1907-es értesítőjében is  megemlékeztek az iskola nagy halottjáról, aki  „egész férfikora munkálkodását (1874-1900-ig ) szentelte a Csíksomlyói főgimnáziumot látogató székely ifjúság buzgó és sikeresd oktatásának”.

## Munkái
- Praktischer Lehrgang zur schnellen und leichten Erlernung der Slovakischen Sprache. Nach Ahn's Lehrmethode bearbeitet und mit einer kurzgefassten systematischen Sprachlehre versehen. Pest, 1870. (2. bőv. kiadás. Bpest, 1887)
- A csíksomlyói szent Ferencz-rendi szerzetesek nyomdájában az 1662-1884-ik évben megjelent könyvek és nyomtatványok teljes czímtára. Csík-Somlyón, a zárda betűivel, 1884
- A csíksomlyói szent ferencz-rendi szerzetesek könyvtárában található régi magyar könyvek jegyzéke. Csík- Somlyón, a zárda betúivel, 1885
- Gyakorlati tót nyelvtan dr. Ahn F. tanmódszere szerint. Pest, 1888

### A Csíksomlyói Római Katolikus Gimnázium értesítőiben közölt munkái
- A csíksomylói róm. kath. Főgymnasium magyar érmei. In:  A Csíksomlyói Róm. Kath. Főgymnasium értesítője az 1882-83 tanévről. Csik Szeredában, 1883. 3-20.
- A csíksomylói róm. kath. főgymnasium tanári könyvtárának vázlatos története. In: A Csíksomlyói Róm. Kath. Főgymnasium értesítője az 1885-86-ik iskolai tanévről. Csik Szeredában, 1886. 3-37.
- Visszapillantás Imets F. Jákó tb. főesperes és főgymn. igazgató 25 éves tanári müködésére. In: A Csíksomlyói Róm. Kath. Főgymnasium Értesítője az 1886-87-ik tanévről. Csik-Szeredában 1887. 14-32.
- A csíksomylói róm. kath. főgymnasium tanári könyvtárának szaklajstroma.(Második Közlemény). In: A Csíksomlyói Róm. Kath. Főgymnasium értesítője az 1887-88-ik tanévről. Csik- Szeredában, 1886. 3-33.